# 胡戈·耶格
胡戈·耶格（Hugo Jaeger，1900年1月18日—1970年1月1日），德國攝影師，曾擔任納粹德國元首阿道夫·希特勒的私人攝影師直到第二次世界大戰結束。這期間他拍攝了約2000張與希特勒相關的彩色照片，是當時為數不多的彩色攝影師。

## 經歷
耶格自1936年起擔任希特勒的私人攝影師，直到1945年第二次世界大戰結束為止。和另一位希特勒的私人攝影師海因里希·霍夫曼不同的是，耶格專門以彩色攝影方式拍攝納粹宣傳相關照片。當1945年戰爭即將結束時，耶格將他所拍攝的照片藏入一個行李箱中。隨後他碰到美軍士兵時，因為他持有大量納粹相關照片而險些被逮捕，當美軍士兵打開他的箱子時卻被箱內的一瓶干邑白蘭地所吸引，耶格與美軍士兵共飲該瓶酒而未遭逮捕。
之後耶格將他拍攝的照片放在12個玻璃瓶內後埋藏在慕尼黑郊外。數年後耶格回到埋藏地點確認當地是安全的。1955年耶格挖出照片並送入銀行保險櫃保存，之後在1965年將照片售予美國《生活》雜誌。

## 死亡與身後
耶格逝世於1970年1月1日。
生活雜誌網站於2009年6月，D日 65周年時公開了耶格拍攝的照片。該網站將耶格的照片公布於4個網路相簿。其中一張照片是1938年9月1日，希特勒在阿道夫·希特勒廣場向德軍行禮的照片。另一張則是1941年納粹黨領袖群參加聖誕派對照片。此外還有1939年希特勒在柏林國際汽車展和在一艘郵輪上的照片。

## 外部連結
- All the pictures taken by Hugo Jaeger Archive.today的存檔，存档日期2014-10-29 in LIFE
- Hitler, His Inner Circle and Assorted Hangers-On: Color Photos （页面存档备份，存于） in LIFE
- A Brutal Pageantry: The Third Reich’s Myth-Making Machinery, in Color in LIFE
- Adoring Hitler: Color Photos of a Tyrant Among the Crowds in LIFE
- Photos from a nazi Christmas party in LIFE